# Pleurophora patagonica
Pleurophora patagonica es una especie  de plantas con flores perteneciente a la familia Lythraceae. Es originaria de Argentina.

## Taxonomía
Pleurophora patagonica fue descrito por Carlos Luis Spegazzini y publicado en Revista Fac. Agron. Univ. Nac. La Plata 3: 518. 1897
Sinonimia
- Pleurophora lignosa L.B. Sm.[2]